# Delinquent Habits
Delinquent Habits (также известна как Los Tres Delinquentes) — американская хип-хоп-группа. Является одним из ярчайших представителей музыкального стиля чикано-рэп. Музыка группы окрашена латинскими и особенно мексиканскими ритмами и мотивами, мелодичными и жесткими одновременно.

## История
Образована в 1991 году в Норуолк, Калифорния, двумя МС Ives Irie и Kemo и диджеем O.G. Style. Выступая таким составом группу стали называть «Los Tres Delinquente» (с исп. «Три бандита»).
В 1996 году трио приобрела всемирный успех, выпустив свой первый сингл «Tres Delinquentes» и продав более миллиона его копий. В том же году группа выпускает одноименный дебютный альбом, спродюсированный тогда известным музыкантом Sen Dog, членом группы Cypress Hill, который привлёк к записи альбома нью-йоркскую рэпершу пуэрто-риканского происхождения Hurricane G.
С руки того же продюсера через два года выходит второй альбом, под названием «Here Come The Horns». В записи принял участие брат Sen Dog’а, латинский рэпер Mellow Man Ace. Экспериментируя со своим звучанием группа выпускает сначала мелодичный «Merry Go Round» с участием бэк-вокалистки Michelle, а затем более жёсткий «Freedom Band». После выпуска этого альбома Kemo уходит и начинает сольную карьеру, а Michelle становится постоянным участником.
В 2005 году увидел свет альбом «Dos Mundos, Dos Lenguas», записанный полностью на испанском языке, он официально доступен только для скачивания через интернет. Начиная с этого альбома участие Michelle перестало ограничиваться одним лишь бэк-вокалом. Например, песня Cambio De Planes была записана исключительно с её пением.
В записи альбома «New and Improved», вышедшим в 2006 году, приняла активное участие лос-анджелесская латинская хип-хоп- и фолк-группа Ozomalti.

## Состав
Нынешние участники
- Ives Irie (урож. Ivan S. Martin) —  MC (1991-настоящее время)
- Kemo the Blaxican (урож. David L.K. Thomas) —  MC (1991—2003; 2016-настоящее время))
- DJ Invincible - DJ (2008?-настоящее время)

Бывшие участники
- O.G. Style (урож. Alejandro R. Martinez) —  MC, DJ (1991-2008?)
- Thee Michelle Belle (урож. Michelle Miralles) —  бэк-вокал (2003-2016)

## Дискография

### Студийные альбомы
- «Delinquent Habits[англ.]» (1996)
- «Here Come the Horns[англ.]» (1998)
- «Merry Go Round[англ.]» (2001)
- «Freedom Band[англ.]» (2003)
- «Dos Mundos, Dos Lenguas» (2005)
- «New and Improved» (2006)
- «The Common Man» (2009)
- «It Could Be Round Two» (2017)

### Синглы
- «Tres Delinquentes / What It Be Like[англ.]» (1996)
- «Tres Delinquentes Remixes» (1996)
- «Underground Connection / Another Fix» (1996)
- «Lower Eastside» (1996)
- «Return of the Tres / The Kind» (1996)
- «What It Be Like» (промосингл) (1996)
- «Think Your Bad / This Is L.A.» (1997)
- «Western Ways» (1998)
- «Here Come the Horns» (1998)
- «Western Ways, Part II (La Seleccion)» (feat. Big Pun & JuJu[англ.]) (1998)
- «Feel Good» (макси-сингл) (2001)
- «Boulevard Star / The Kind» (промосингл) (2001)
- «Lucky Strike. Phat Vibes» (промосингл) (2001)
- «Return Of The Tres» (макси-сингл) (2001)
- «California» (feat. Sen Dog) (2017)

### Саундтрек
- «Пуленепробиваемый» (Bulletproof), 1996 — «Tres Delinquentes»
- «Замена» (The Substitute), 1996 — «Tres Delinquentes»
- «Рифмы и рассудок[англ.]» (Rhyme & Reason), 1997 — «No Identify»
- «Двойные неприятности[англ.]» (Double Take), 2001 — «Return of The Tres»
- «Скажи, что это не так»[англ.] (Say It Isn’t So), 2001 — «Return of The Tres»
- «Безумная и прекрасная» (Crazy / Beautiful), 2001 — «Boulevard Star»
- «Лицо[англ.]» (Face), 2002 — «Boulevard Star1»
- «История Уэнделла» (The Wendell Baker Story), 2005 — «Tres Delinquentes»
- «Крейзи» (Havoc), 2005 — «Tres Delinquentes»
- «Щит» (The Shield), 2002 — «Freedom Band»
- «Очень страшное кино-3» (Scary Movie 3), 2004 — «Mexican Hat Rap»
- «10 шагов к успеху» (10 Items or Less), 2006 — «Let The Horn Blow»
- «Панамерикана[англ.]» (Panamericana), 2010 — «Via Panam» (fr. El Siete)
- «Лучшая жизнь» (A Better Life), 2011 — «En califa»
- «Вне себя», 2021 — «Return of the Tres»

Использовано в компьютерных играх:
- Tony Hawk’s Pro Skater 4 (2002) — «House of the Rising Drum»
- Total Overdose (2005) — различные треки
- Test Drive Unlimited 2 (2011) — «Common Man»